# Adony
Het stadje Adony ligt ten zuiden op 45 km van Boedapest, en vlak aan de rechteroever van de Donau. Adony heeft een veerdienst die auto's en personen naar de andere oever brengt, naar het dorp Lórév.
Adony, heeft het voormalige Zichy-kasteel, naar wat wel de modelstad van Hongarije wordt genoemd. Het stadje ligt op 13 km ten noorden van Dunaújváros.